# جوليا غيلارد
جوليا ايلين غيلارد (بالإنجليزية: Julia Eileen Gillard) (ولدت في 29 سبتمبر 1961) سياسية أسترالية سابقة شغلت منصب رئيس وزراء أستراليا السابع والعشرين من عام 2010 إلى عام2013. تولت منصب زعيمة حزب العمال الأسترالي ، بعد أن شغلت سابقًا منصب نائب رئيس الوزراء الثالث عشر من عام 2007 إلى عام2010. وهي أول امرأة تشغل أيًا من المنصبين في تاريخ أستراليا، والوحيدة التي شغلت أيًا منهما حتى الآن.  إضافة إلى كونها أول شخص غير متزوج تتولى هذا المنصب.
حصلت على بكالوريوس في القانون في عام 1986 وبكالوريوس في الآداب في عام 1989. وخلال هذا الوقت، كانت رئيسة الاتحاد الأسترالي للطلاب من عام 1983 إلى عام 1984. في عام 1987، انضمت جيلارد إلى شركة المحاماة سلاتر وجوردون، وأصبحت في النهاية شريكة في عام 1990، وتخصصت في القانون الصناعي. في عام 1996، أصبحت رئيسة موظفي جون برومبي، زعيم المعارضة في فيكتوريا. تم انتخاب جيلارد لأول مرة في مجلس النواب في انتخابات عام 1998 عن القسم الفيكتوري من لالور. عينت بعد انتخابات عام 2001،  في حكومة الظل. في ديسمبر 2006، أصبحت جيلارد نائبة كيفن رود في تحدٍ ناجح للقيادة لكيم بيزلي، لتصبح نائبة زعيم المعارضة. بعد فوز حزب العمال في انتخابات عام 2007، عُيّنت نائبةً لرئيس الوزراء، كما تولّت مناصب وزيرة التعليم، ووزيرة التوظيف وعلاقات العمل، ووزيرة الإدماج الاجتماعي.
في 24 يونيو 2010، وبعد أن فقد كيفن رود الدعم الداخلي داخل حزب العمال واستقال من زعامة الحزب، انتُخبت جيلارد بالتزكية خلفًا له في خلافٍ قيادي، وأدت اليمين الدستورية رئيسةً للوزراء. قادت حزب العمال خلال انتخابات عام 2010 التي جرت بعد أسابيع، والتي شهدت أول برلمانٍ مُعلّق منذ عام 1940. وتمكنت جيلارد من تشكيل حكومة أقلية بدعم من حزب الخُضر وثلاثة مستقلين. تورطت جيلارد وكيفن رود في تنافس سياسي طويل، مما أدى إلى خسارة جيلارد لقيادة الحزب لصالحه مرة أخرى في يونيو 2013 إثر خلاف على القيادة. دخلت استقالتها من رئاسة الوزراء حيز التنفيذ في اليوم التالي، وأعلنت اعتزالها السياسة.
في السنوات التي تلت تقاعدها، عملت جيلارد أستاذة زائرة في جامعة أديلايد، وزميلة بارزة في مركز التعليم الشامل التابع لمؤسسة بروكينجز، ورئيسة الشراكة العالمية من أجل التعليم منذ عام 2014، ورئيسة منظمة بيوند بلو من عام 2017 إلى عام 2023. أصدرت مذكراتها، قصتي، في عام 2014. في عام 2021، أصبحت رئيسة صندوق ويلكوم، خلفًا لإليزا مانينغهام بولر. على الرغم من أن جيلارد غالبًا ما كانت تحتل مرتبة سيئة في استطلاعات الرأي كرئيسة للوزراء، إلا أن رئاستها للوزراء حظيت بقبول أكثر إيجابية في الماضي. غالبًا ما يضعها الخبراء السياسيون في الطبقة المتوسطة إلى العليا من رؤساء الوزراء الأستراليين.

## حياتها المبكرة
ولدت غيلارد في عام 1961 في باري، فالى من غلامورغان وويلز. والداها، وجون ومويرا، ويعيش في مدينة باسادينا بولاية جنوب أستراليا. ولديها أخت، أليسون، وهي تكبرها بثلاث سنوات. ناي بيفان يظل واحدا من أبطال السياسية.
بعد معاناة غيلارد وهي طفلة من التهاب شعبي رئوي، ونصح ألأطباء والديها انها مساعدات الانتعاش لها أن تعيش في مناخ أكثر دفئا. اختارت العائلة الهجرة إلى أستراليا في عام 1966، وتسوية في اديلايد.
والد غيلارد مدرب وممرض نفسي، في حين أن والدتها تعمل في منزل الخلاص المحلية التمريض الجيش. وقالت إنها وشقيقتها حضر ميتشام مظاهرات المدرسة، وحضرت بعد ذلك Unley مدرسة ثانوية.) وبعد ذلك التحقت في جامعة أديلايد ولكن التخلي عن دراستها في عام 1982 وانتقل للعمل إلى ملبورن مع الاتحاد الأسترالي للطلاب.)، تخرجت من جامعة ملبورن مع ليسانس الآداب وبكالوريوس في درجات القوانين في عام 1986.
في عام 1987، انضمت شركة غيلار القانون سلاتر وغوردون في Werribee، العاملة في مجال القانون الصناعية. وفي عام 1990 في سن 29، واعترفت واحدة من شريكاتهم الأولى.
في مقابلة أجريت معه عام 2007، وذكر غيلارد: «كنت أعتقد أنني أريد أن أكون معلمة في مدرسة. وكان هناك مدرسا للغة الإنجليزية في [ميتشام الابتدائية في] أديلايد، الذي كان المدقق الحقيقي لمعايير وقواعد اللغة وعلامات الترقيم ولكن الذي كان أيضا جدا يرجى. اعتقدت المعلمين كانت جيدة، وأنا اعتقد انه سيكون على وظيفة مجزية، ورؤية عيون ضوء الشباب مع المعلومات الجديدة. حصلت تحدث للخروج من هذا الطموح للخير أو لإساءة من قبل والدة صديق المدرسة الذي قال: 'لا، أنت حقا جيدة في الجدل والنقاش، يجب أن تحاول القانون'. كنت إذا كنت لم يكن تم اختيارها مسبقا لمقر الور وتشغيل بنجاح في انتخابات 1998، وأنا ربما لا تزال في مكان ما في وحول القانون؛ القطاع العام القانون ربما. ربما يعطي الدروس، ويحاول القانون الجنيه إلى أخرى رؤساء الشعب».

### الولادة والخلفية العائلية
ولدت غيلارد في 29 سبتمبر عام 1961 في باري، فيل أوف غلامورغان، ويلز. وهي الابنة الثانية لجون أوليفر غيلارد (1929-2012) ومويرا ماكنزي (ولدت 1928). ولدت شقيقتها الكبرى أليسون عام 1958. ولد والد غيلارد في كوفاك، لكنه كان من أصل إنجليزي في الغالب. وعمل ممرضًا للأمراض النفسية. أما أمها فقد ولدت في باري، وهي من أصول إسكتلندية وأيرلندية بعيدة؛ عملت في دار رعاية جيش الخلاص.
بعد أن عانت غيلارد من ذات الرئة القصبية عندما كانت طفلة، جرى نصح والديها بالعيش في مناخ أكثر دفئًا لمساعدتها على التعافي. وأدى هذا إلى هجرة الأسرة إلى أستراليا في عام 1966، واستقرت في أديلايد، جنوب أستراليا. قضت عائلة غيلارد الشهر الأول في أستراليا في نزل بينينغتون المشترك، وهو منشأة للمهاجرين مغلقة الآن وتقع في بينينغتون، جنوب أستراليا. في عام 1974، بعد ثماني سنوات من وصولهم، أصبحت غيلارد وعائلتها مواطنين أستراليين. نتيجة لذلك، حملت غيلارد جنسية مزدوجة إلى أن تخلت عن جنسيتها البريطانية قبل دخولها البرلمان الأسترالي في عام 1998.

### تعليمها ومهنتها القانونية
التحقت غيلارد بمدرسة ميتشام النموذجية قبل الذهاب إلى مدرسة أونلي الثانوية. حصلت على درجة في الآداب من جامعة أديلايد، وكانت خلال ذلك رئيسة لاتحاد جامعة أديلايد منذ عام 1981 حتى عام 1982. وفي سنتها الثانية في الجامعة، بدأ اهتمام غيلارد بالسياسة عبر ابنة وزير العمل بالولاية. وفقًا لذلك، انضمت إلى نادي العمل وانخرطت في حملة لمكافحة التخفيضات في ميزانية التعليم الفيدرالي. أنهت غيلارد دراستها في أديلايد عام 1982، وانتقلت إلى ملبورن للعمل مع اتحاد الطلاب الأسترالي. وفي عام 1983، أصبحت ثاني امرأة تقود اتحاد الطلاب الأسترالي، وعملت حتى توقف المنظمة في عام 1984. وكانت أيضًا أمينة المنظمة اليسارية المنتدى الاشتراكي. بعد أن نقلت دراستها إلى جامعة ملبورن، تخرجت غيلارد بدرجة البكالوريوس في القانون عام 1986 ودرجة البكالوريوس في الآداب عام 1989. وفي عام 1987، انضمت إلى مكتب المحاماة سلاتر وغوردون في ويريبي، فيكتوريا، حيث عملت في القانون الصناعي. وفي عام 1990، أصبحت شريكًا؛ في سن 29، كانت أصغر شريك في الشركة، وواحدة من أوائل النساء في هذا المنصب.

### المشاركة السياسية المبكرة
منذ عام 1985 حتى عام 1989، شغلت غيلارد منصب رئيس فرع كارلتون لحزب العمال. وترشحت مبدئيًا عن حزب العمال في إدارة ملبورن قبل الانتخابات الفيدرالية عام 1993، لكنها هُزمت من قبل ليندسي تانر. في الانتخابات الفيدرالية لعام 1996، فازت غيلارد بالمركز الثالث عن حزب العمال في مجلس الشيوخ في فيكتوريا، خلف روبرت راي وبارني كوني. ومع ذلك، في التوزيع النهائي للأفضليات هُزمت من قبل لين أليسون من الديمقراطيين الأستراليين.
في عام 1996، استقالت غيلارد من منصبها مع سلاتر وغوردون لتعمل كبيرة لمستشاري جون برومبي، زعيم المعارضة في فيكتوريا في ذلك الوقت. وكانت مسؤولة عن صياغة قواعد التمييز الإيجابي داخل حزب العمال في فيكتوريا والتي حددت هدف الاختيار المسبق لنسبة 35 بالمئة من النساء من «المقاعد القابلة للفوز». ولعبت أيضًا دورًا في تأسيس قائمة إميلي، وهي شبكة دعم وجمع الأموال المؤيدة لحق الاختيار لنساء العمل.
استشهدت غيلارد بالسياسي الويلزي في حزب العمال أنورين بيفان كأحد أبطالها السياسيين.

## منبع السياسة
انضم عرضت على السياسة في سنتها الثانية في جامعة أديلايد من ابنة أحد الرسمية للدولة العمل، ونادي العمل وأصبحت تشارك في حملة لمكافحة خفض ميزانية الدولة لمجال التعليم.
وكان الانتقال إلى ملبورن، في عام 1983، أصبحت غيلارد ثاني امرأة تقود الاتحاد الأسترالي للطلاب. أيضا سابقا غيلارد العام للمنظمة اليسارية الاشتراكية المنتدى. بوصفها عضوا نشطا في المنتدى الاشتراكي، انها ضغطت لالغاء معاهدة انزوس، مما يجعل من مدينة لينينغراد شقيقة ملبورن، وإدخال فائقة الضريبة على الأغنياء.
من 1996-1998، عمل غيلارد رئيسا لأركان لجون برومبي، في ذلك الوقت زعيم المعارضة في فيكتوريا. وكانت مسؤولة عن صياغة قواعد العمل الإيجابي داخل حزب العمال في فيكتوريا التي تحدد الهدف من النساء قبل الاختيار لمدة 35 في المائة من المقاعد يمكن كسبها في غضون عقد من الزمن. [بحاجة لمصدر] وقالت إنها لعبت أيضا دورا في تأسيس قائمة إميلي، الموالية للخيار جمع الأموال وشبكة الدعم للنساء العمل.

## عضو معارضة
انتخبت لغيلارد الور كعضو في مجلس النواب في انتخابات 1998، لتحل محل باري جونز، الذي كان قد تقاعد. وقالت إنها قدمت أول خطاب لها إلى المنزل في 11 نوفمبر 1998.

## ظل وزيره للسكان والهجرة: 2001-03
بعد هزيمة حزب العمل في انتخابات عام 2001، وانتخب لمجلس الوزراء غيلارد الظل مع مجموعة من السكان والهجرة. في شباط / فبراير 2003، كانت تعطى الحقائب الوزارية إضافية للمصالحة وشؤون السكان الأصليين.
في أعقاب تامبا وشؤون الأطفال خارج السفينة، التي كانت تقيد جزئيا مع خسارة حزب العمل انتخابات عام 2001، وضعت غيلارد سياسة الهجرة الجديدة لحزب العمل.

## رئيسة وزراء
وقد وعدت غيلارد في مؤتمرها الصحفي الأول باحياء خطط برنامج التبادل الكربوني، وحثت قطاع المناجم على التخلي عن الحملة التي يشنها ضد الضريبة الجديدة التي اقترحها رئيس الحكومة السابق رود وكانت أحد أسباب سقوطه. كما أنها جعلت دعم إسرائيل إحدى أولويات سياستها الخارجية منذ الإطاحة برود من أجل قيادة السلطة، برغم من أن أستراليا كانت تنتهج سياسة دعم حل الدولتين وتسوية الصراع بين الطرفين.

## روابط خارجية
- جوليا غيلارد على موقع الموسوعة البريطانية (الإنجليزية)
- جوليا غيلارد على موقع مونزينجر (الألمانية)
- جوليا غيلارد على موقع ميوزك برينز (الإنجليزية)
- جوليا غيلارد على موقع إن إن دي بي (الإنجليزية)
- جوليا غيلارد على موقع ديسكوغز (الإنجليزية)